# Bảo tàng Nông nghiệp và Xay xát ở Rydzyna
Bảo tàng Nông nghiệp và Xay xát ở Rydzyna (tiếng Ba Lan: Muzeum Rolnictwa i Młynarstwa w Rydzynie) là một bảo tàng tư nhân thuộc sở hữu của Jarosław Jankowski, trước đây tọa lạc ở Rydzyna, Ba Lan. Bảo tàng này hoạt động dưới sự điều hành của một công ty có trụ sở tại số 8 phố Dekana, Leszno. Vào năm 2012, bảo tàng được chuyển đến Osieczna. Tại đây, bảo tàng hoạt động dưới tên gọi mới là Bảo tàng Xay xát và Nông nghiệp ở Osieczna.

## Lịch sử
Bảo tàng bố trí triển lãm bên trong cối xay gió "Józef". Cối xay gió này tọa lạc trên Núi Młyńska. Ngay tại vị trí của cối xay gió "Józef", ban đầu có một cối xay gió được dựng lên vào nửa sau thế kỷ 18. Bản thân cối xay gió "Józef" chỉ mới được xây dựng sau này, cụ thể là vào năm 1983. Jarosław Jankowski thuê địa điểm này từ năm 2003 để đặt trụ sở của bảo tàng. Ông đã cho tiến hành công việc cải tạo bên trong cối xay gió. Lễ khai trương Bảo tàng Nông nghiệp và Xay xát ở Rydzyna diễn ra vào năm 2004. Bảo tàng hoạt động ở trụ sở này trong tám năm.
Các hiện vật được trưng bày bên trong bảo tàng bao gồm các máy nghiền ngũ cốc cũ từng là thiết bị của một cối xay gió, và một bộ sưu tập các loại cối giã. Ngoài ra, bộ sưu tập của bảo tàng cũng bao gồm các nông cụ trước đây.